# Barreau de Québec
Le Barreau de Québec est un barreau de section du Barreau du Québec. Fondé en 1849, il est, avec le Barreau de Montréal et le Barreau de Trois-Rivières, l'un des trois barreaux fondateurs du Barreau du Québec. Après celui de Montréal, le Barreau de Québec est le second plus important barreau au Québec, regroupant plus de 15% des avocats québécois.

## Description
Le Barreau de Québec est fondé le 30 mai 1849 , en même temps que le Barreau du Québec. Sa mission est de procurer un service juridique aux citoyens présents dans sa zone d'influence tout en offrant un soutien à ses membres. En sa qualité d'ordre professionnel, le Barreau de Québec est régi par un Conseil spécial sur lequel préside la personne élue au poste de bâtonnier de Québec.
Aujourd'hui, le Barreau de Québec est doté de trois districts judiciaires, celui de Québec, Montmagny et Beauce, chacun ayant leur propre palais de justice afin de permettre un plus grand accès à la justice aux citoyens,.

## Historique
À venir.

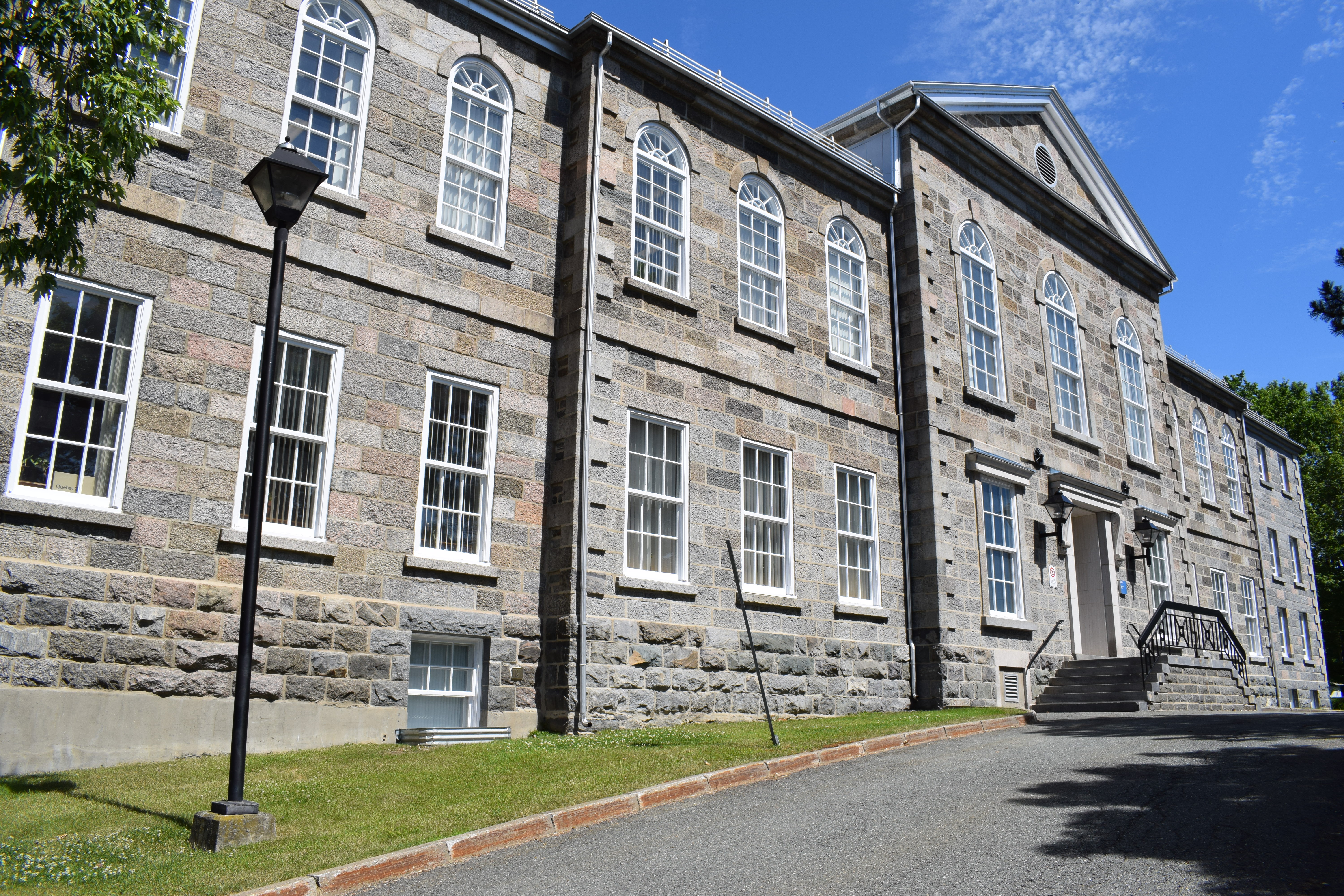
Le Palais de justice de Saint-Joseph-de-Beauce.
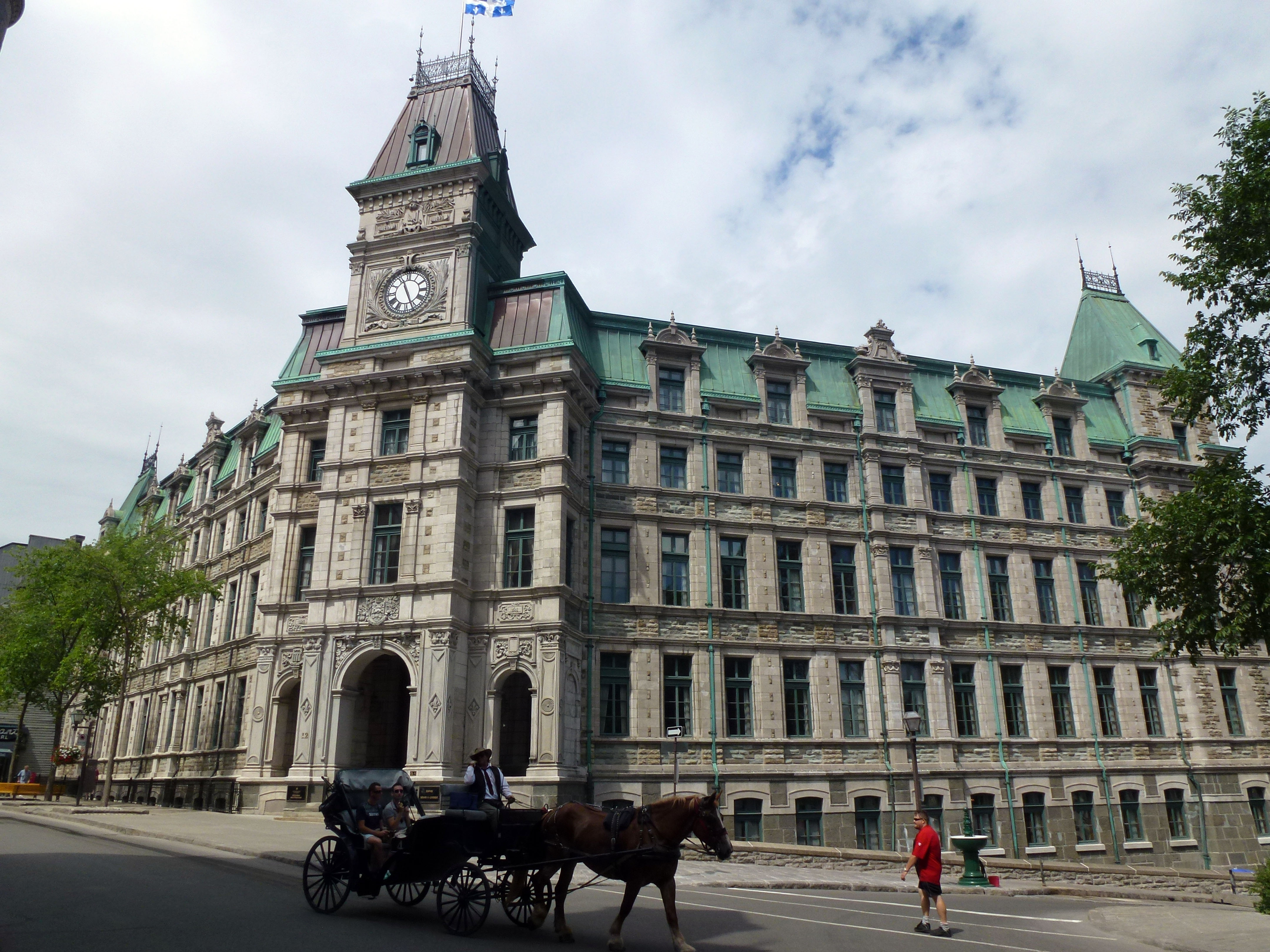
L'ancien Palais de justice de Québec, aujourd'hui nommé Édifice Gérard-D.-Lévesque et occupé par le Ministère des Finances du Québec.
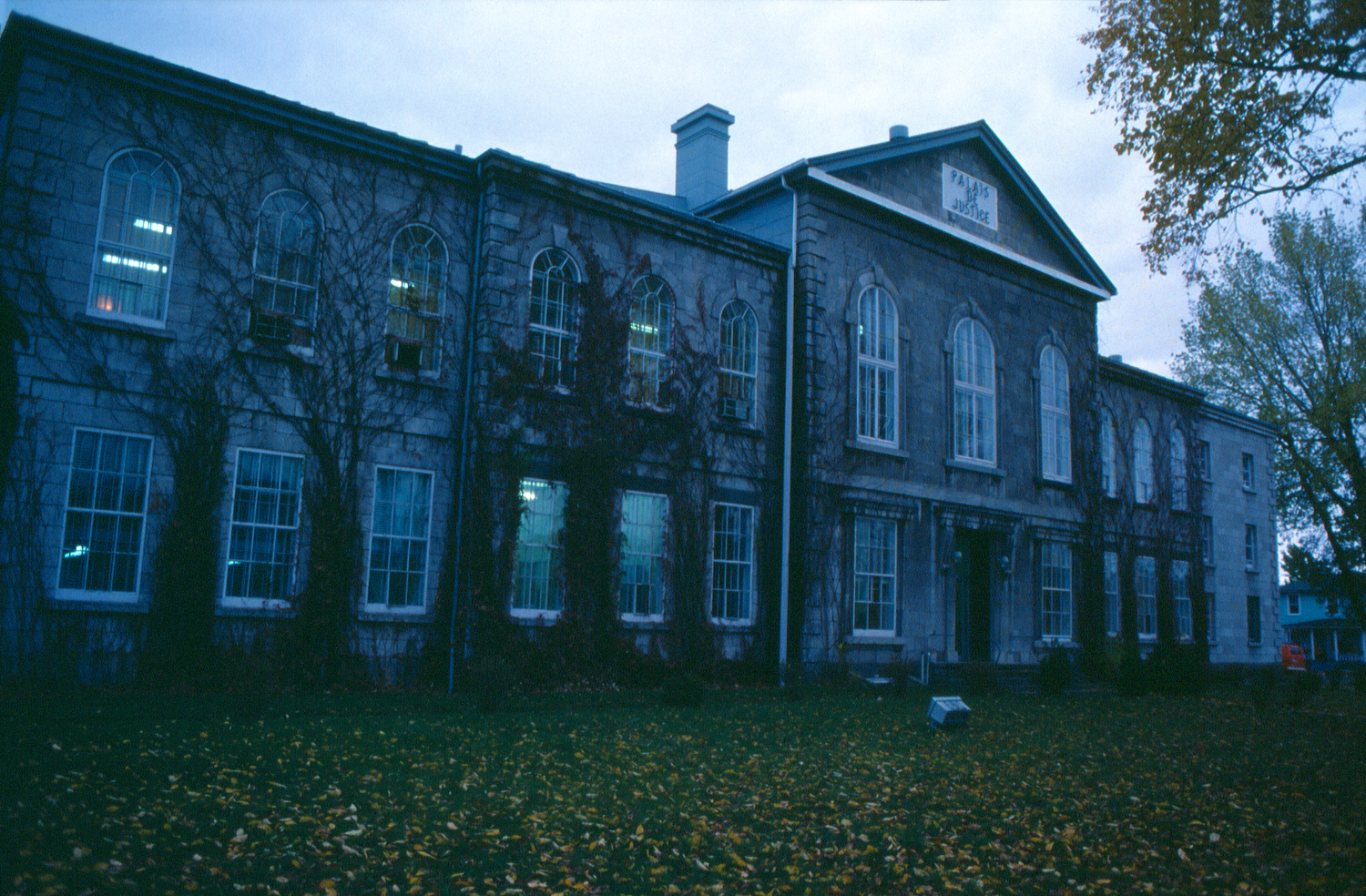
Le Palais de justice de Montmagny.

## Liste des bâtonniers de Québec
Le bâtonnier de Québec, ou la bâtonnière de Québec, est élu au suffrage universel par l'ensemble des membres du Barreau de Québec et son mandat est d'une seule année, renouvelable sous certaines conditions.
Gras → indique un bâtonnier du Québec.
- George Vanfelson (1849-1850)
- Charles Panet (1850)
- Henry Black (1850-1851)
- George O'Kill Stuart (1851-1853)
- Siméon Lelièvre (1853-1854)
- Francis Ward Primrose (1854-1855)
- Jean Chabot (1855-1856)
- Andrew Stuart (en) (1856-1857)
- Narcisse-Fortunat Belleau (1857-1858)
- Frederick Americus Andrews (1858-1859)
- Louis de Gonzague Baillargé (1859-1860)
- Dunbar Ross (1860-1861)
- Cyrille Delagrave (1861-1862)
- John Buckworth Parkin (1862-1863)
- François-Xavier Lemieux (1863-1864)
- Charles Gates Holt (1864-1865)
- Pierre Légaré (1865-1866)
- Charles Alleyn (1866-1867)
- Télésphore Fournier (1867-1868)
- Matthew Aylward Hearn (1868-1869)
- Jacques Malouin (1869-1870)
- Archibald Campbell (1870-1871)
- Jean Langlois (1871-1872)
- George Irvine (1872-1873)
- Louis de Gonzague Baillargé (1873-1874)
- David Alexander Ross (1874-1875)
- Jean Langlois (1875-1876)
- James Dunbar (1876-1877)
- Jacques Malouin (1877-1878)
- Richard Alleyn (1878-1879)
- Joseph-Guillaume Bossé (1879-1884)
- George Irvine (1884-1885)
- François Langelier (1885-1886)
- David Ross (1886-1887)
- François Langelier (1887-1889)
- Jean Blanchet (1889-1892)
- Alphonse Pelletier (1892-1893)
- Charles A. Pentland (1893-1894)
- Thomas Chase-Casgrain (1894-1895)
- Charles A. Pentland (1895-1896)
- François-Xavier Lemieux (1896-1898)
- Charles Fitzpatrick (1897-1900)
- Joseph E. Bédard (1900-1902)
- Gustavus George Stuart (1902-1904)
- François-Xavier Drouin (1904-1907)
- Edmund James Flynn (1907-1909)
- Charles-Édouard Dorion (1909-1911)
- Louis-Alexandre Taschereau (1911-1913)
- Eusèbe Belleau (1913-1915)
- Alphonse Bernier (1915-1917)
- Adjutor Rivard (1917-1919)
- Ferdinand Roy (1919-1921)
- Antonin Galipeault (1921-1924)
- Lawrence Arthur Dumoulin Cannon (en) (1924-1927)
- Louis-Georges Demers (1926-1927)
- Elzéar Baillargeon (1927-1928)
- Simon Lapointe (1928)
- Roméo Langlais (1928-1929)
- Louis St-Laurent (1929-1930)
- Armand Lavergne (1930-1931)
- Noël Belleau (1931-1932)
- Jules-Arthur Gagné (1932-1933)
- Joseph-Eugène Chapleau (1933-1934)
- Charles-Auguste Chauveau (1934-1935)
- Joseph-Pierre-Augustin Gravel (1935-1936)
- Lucien Moraud (1936-1937)
- Onésime Gagnon (1937-1938)
- Joseph-Éphraïm Bédard (1938-1939)
- Valmore-Armand de Billy (1939-1940)
- Charles-Napoléon Dorion (1940-1941)
- Joseph Morin (1941-1942)
- Valmore Bienvenue (1942-1943)
- André Taschereau (1943-1944)
- Richard Roche Alleyn (1944-1945)
- Fernand Choquette (1945-1946)
- Antoine Rivard (1946-1947)
- Jean-Marie Guérard (1947-1948)
- Paul-Henri Bouffard (1948-1949)
- Louis-Alphonse Pouliot (1949-1950)
- Gérard Lacroix (1950-1951)
- Frédéric Dorion (1951-1952)
- Jacques Dumoulin (1952-1953)
- Joseph-Achille Jolicœur (1953-1954)
- Noël Dorion (1954-1955)
- Paul Lesage (1955-1956)
- Jean-Paul Galipeault (1956-1957)
- Ross Drouin (1957-1958)
- Antonio Laplante (1958-1959)
- Georges-René Fournier (1959-1960)
- Louis-Philippe Pigeon (1960-1961)
- Roger Létourneau (1961-1962)
- Paul LeBel (1962-1963)
- Mark Drouin (1963-1964)
- Jean Turgeon (1964-1965)
- Yves Prévost (1965-1966)
- Roger Thibaudeau (1966-1967)
- Sydney Lazarovitz (1967-1968)
- Guy Dorion (1968-1969)
- Claude Gagnon (1969-1970)
- Guy Des Rivières (1970-1971)
- Maurice Lagacé (1971-1972)
- René Letarte (1972-1973)
- Gabrielle Vallée (1973)
- René W. Dionne (1973-1974)
- Henri Grondin (1974-1975)
- Gilles Rivard (1975-1976)
- Bernard Lesage (1976-1977)
- Yvan Gagnon (1977-1978)
- Paul Vézina (1978-1979)
- Paul Laflamme (1979-1980)
- Michel Lemieux (1980-1981)
- Robert Truchon (1981-1982)
- André Gagnon (1982-1983)
- Serge Kronstrom (1983-1984)
- Pierre Gauthier (1984-1985)
- Pierre Gagnon (1985-1986)
- Claude C. Boulanger (1986-1987)
- Jean Brisset des Nos (1987-1988)
- Jean Pâquet (1988-1989)
- Yves Bernatchez (1989-1990)
- Jocelyne Olivier (1990-1991)
- Michel Caron (1991-1992)
- Pierre Daignault (1992-1993)
- Pierre E. Audet (1993-1994)
- Micheline Leclerc (1994-1995)
- Suzanne Villeneuve (1995-1996)
- Denis Jacques (1996-1997)
- Vincent Gingras (1997-1998)
- Odette Lacroix (1998-1999)
- Kim Legault (1999-2000)
- Clément Samson (2000-2001)
- André Reinhardt (2001-2002)
- Lise Malouin (2002-2003)
- Michel Doyon (2003-2004)
- Luc Chamberland (2004-2005)
- Jacques-G. Bouchard (2005-2006)
- Jean-Louis Lemay (2006-2007)
- Claudia P. Prémont (2007-2008)
- Chantal Gosselin (2008-2009)
- Lise Bergeron (2009-2010)
- Lu Chan Khuong (2010-2011)
- Guy Leblanc (2011-2012)
- Rénald Beaudry (2012-2013)
- Nathalie Vaillant (2013-2014)
- Hélène Carrier (2014-2015)
- Catherine Claveau (2015-2016)
- Johanne McNeil (2016-2017)
- Maryse Carré (2017-2019)
- Louis Riverin (2019-2020)

## Liste des municipalités dans les districts judiciaires

### District judiciaire de Beauce
50 municipalités font partie du district judiciaire de Beauce. Le Palais de justice de ce district est situé dans la ville de Saint-Joseph-de-Beauce.
- Beauceville
- Frampton
- Lac-Etchemin
- Lac-Poulin
- Notre-Dame-des-Pins
- Saint-Alfred
- Saint-Anselme
- Saint-Benjamin
- Saint-Benoît-Labre
- Saint-Bernard
- Saint-Côme-Linière
- Saint-Cyprien
- Saint-Elzéar
- Saint-Éphrem-de-Beauce
- Saint-Frédéric
- Saint-Gédéon-de-Beauce
- Saint-Georges
- Saint-Hilaire-de-Dorset
- Saint-Honoré-de-Shenley
- Saint-Isidore
- Saint-Joseph-de-Beauce
- Saint-Joseph-des-Érables
- Saint-Jules
- Saint-Léon-de-Standon
- Saint-Louis-de-Gonzague
- Saint-Luc-de-Bellechasse
- Saint-Malachie
- Saint-Martin
- Saint-Nazaire-de-Dorchester
- Saint-Odilon-de-Cranbourne
- Saint-Philibert
- Saint-Prosper
- Saint-René
- Saint-Séverin
- Saint-Simon-les-Mines
- Saint-Théophile
- Saint-Victor
- Saint-Zacharie
- Sainte-Aurélie
- Sainte-Claire
- Sainte-Clotilde-de-Beauce
- Saint-Hénédine
- Sainte-Justine
- Sainte-Marguerite
- Sainte-Marie
- Sainte-Rose-de-Watford
- Saints-Anges
- Scott
- Tring-Jonction
- Vallée-Jonction

### District judiciaire de Montmagny
44 municipalités font partie du district judiciaire de Montmagny. Le Palais de justice de ce district est situé dans la ville de Montmagny.
- Armagh
- Berthier-sur-Mer
- Cap-Saint-Ignace
- Honfleur
- L'Islet
- La Durantaye
- Lac-Frontière
- Montmagny
- Notre-Dame-Auxiliatrice-de-Buckland
- Notre-Dame-du-Rosaire
- Saint-Adalbert
- Saint-Antoine-de-l'Isle-aux-Grues
- Saint-Aubert
- Saint-Camille-de-Lellis
- Saint-Charles-de-Bellechasse
- Saint-Cyrille-de-Lessard
- Saint-Damase-de-L'Islet
- Saint-Damien-de-Buckland
- Saint-Fabien-de-Panet
- Saint-François-de-la-Rivière-du-Sud
- Saint-Gervais
- Saint-Jean-Port-Joli
- Saint-Just-de-Bretenières
- Saint-Lazare-de-Bellechasse
- Saint-Magloire
- Saint-Marcel
- Saint-Michel-de-Bellechasse
- Saint-Nérée
- Saint-Omer
- Saint-Pamphile
- Saint-Paul-de-Montminy
- Saint-Philémon
- Saint-Pierre-de-la-Rivière-du-Sud
- Saint-Raphaël
- Saint-Roch-des-Aulnaies
- Saint-Vallier
- Saint-Apolline-de-Patton
- Sainte-Euphémie-sur-Rivière-du-Sud
- Sainte-Félicité
- Sainte-Louise
- Sainte-Lucie-de-Beauregard
- Sainte-Perpétue
- Sainte-Sabine
- Tourville

### District judiciaire de Québec
72 municipalités font partie du district judiciaire de Québec. Le Palais de justice de ce district est situé dans la ville de Québec.
- Beaumont
- Beaupré
- Boischatel
- Cap-Santé
- Château-Richer
- Deschaillons-sur-Saint-Laurent
- Deschambault-Grondines
- Donnacona
- Dosquet
- Fortierville
- Fossambault-sur-le-Lac
- L'Ancienne-Lorette
- L'Ange-Gardien
- Lac-Beauport
- Lac-Delage
- Lac-Saint-Joseph
- Lac-Sergent
- Laurier-Station
- Leclercville
- Lévis
- Lotbinière
- Neuville
- Notre-Dame-des-Anges
- Notre-Dame-du-Sacré-Cœur-d'Issoudun
- Parisville
- Pont-Rouge
- Portneuf
- Québec
- Rivière-à-Pierre
- Saint-Agapit
- Saint-Alban
- Saint-Antoine-de-Tilly
- Saint-Apollinaire
- Saint-Augustin-de-Desmaures
- Saint-Basile
- Saint-Casimir
- Saint-Édouard-de-Lotbinière
- Saint-Ferréol-les-Neiges
- Saint-Flavien
- Saint-François-de-l'Île-d'Orléans
- Saint-Gabriel-de-Valcartier
- Saint-Gilbert
- Saint-Gilles
- Saint-Henri
- Saint-Janvier-de-Joly
- Saint-Jean-de-l'Île-d'Orléans
- Saint-Joachim
- Saint-Lambert-de-Lauzon
- Saint-Laurent-de-l'Île-d'Orléans
- Saint-Léonard-de-Portneuf
- Saint-Louis-de-Gonzague-du-Cap-Tourmente
- Saint-Marc-des-Carrières
- Saint-Narcisse-de-Beaurivage
- Saint-Patrice-de-Beaurivage
- Saint-Pierre-de-l'Île-d'Orléans
- Saint-Raymond
- Saint-Thuribe
- Saint-Tite-des-Caps
- Saint-Ubalde
- Sainte-Anne-de-Beaupré
- Sainte-Brigitte-de-Laval
- Sainte-Catherine-de-la-Jacques-Cartier
- Sainte-Christine-d'Auvergne
- Sainte-Croix
- Sainte-Famille
- Sainte-Françoise
- Sainte-Pétronille
- Shannon
- Stoneham-et-Tewkesbury
- Val-Alain
- Villeroy
- Wendake

#### Droit
- Avocat, Juriste
- Droit au Québec, Droit civil
- Histoire du droit au Québec
- XVIIIe siècle en droit au Québec, XIXe siècle en droit au Québec, XXe siècle en droit au Québec, XXIe siècle en droit au Québec
- Système judiciaire du Québec, Loi du Québec
- Barreau du Québec, Bâtonnier du Québec
- Districts judiciaires du Québec
- Code civil du Bas-Canada, Code criminel du Canada